# مغالطة لهجة الشرطة
مغالطة لهجة الشرطة Tone policing، هي إحدى أساليب الشخصنة أو القدح الشخصي ad hominem، تحدث عندما تتمُّ محاولة الانتقاص من صحة حديث أو موضوع معين أو انتقاده من خلال مهاجمة اللهجة أو نغمة الحديث بدلاً من النقد الحقيقي للموضوع الأساسي نفسه.
وضَّحت بيلي بولند في كتابها العنف والمضايقات والإساءات عبر الإنترنت أنَّ التهديد باستخدام أسلوب لهجة الشرطة كثيراً ما يستهدف النساء، أو يستخدم لإسكات وقمع المعارضين الأقل مكانةً، تقول بيلي: لقد خلق الرجال بيئةً لانتقاد أسلوب حديث النساء بدلاً من مناقشة ما تقوله النساء فعليَّاً، وبهذه الطريقة فهم لم يتعاملوا مع هذه الحجج بحسن نية أو بطريقة صحيحة كما يفترض بهم أن يفعلوا 
، وأضافت: إنَّ أسلوب لهجة الشرطة غالباً ما يستخدم ضدَّ النساء كوسيلة لمنعهنَّ من إبداء آرائهنَّ في النقاشات العامة أو في القضايا الاجتماعية الهامة ذات التأثير الكبير في المجتمع البشري.
من جهته يقول كيفيث بايز في كتابه «كيف تعمل اللطافة» How Civility Works أنَّه في المظاهرات المُنددة بالعنصرية تجاه السود أو تلك المناهضة للحرب كان يُطلب من النساء أن يكونوا هادئين وأكثر لطفاً وأدباً، ويُشير إلى أنَّ لهجة التهديد المستخدمة ضدهنَّ تهدف لتحويل الانتباه عن الظلم وتحويل الاهتمام لأسلوب طرح الشكوى بدلاً من معالجة الشكوى نفسها، وفي رسالته التي كتبها من سجن برمنغهام أدان الدكتور مارتن لوثر كينغ الابن هذا النوع من القمع وقال إنَّه يشعر بخيبة أمل شديدة بسبب أولئك الذين يكرِّسون أنفسهم للبحث في الأسلوب وطريقة الطرح أكثر من الاهتمام بالعدالة نفسها.